# Göte Blomqvist
Göte Paulus „Vicke Hallon“ Blomqvist (* 11. Januar 1928 in Södertälje; † 28. Februar 2003 ebenda) war ein schwedischer Eishockeyspieler. 

## Karriere
Auf Vereinsebene spielte Göte Blomqvist ausschließlich für seinen Heimatverein Södertälje SK. Von 1946 bis 1962 trat er mit seiner Mannschaft in der Division 1, der damals höchsten schwedischen Spielklasse, an. In den Jahren 1953 und 1956 gewann er mit seiner Mannschaft jeweils den schwedischen Meistertitel. 

### International
Für Schweden nahm Blomqvist an den Olympischen Winterspielen 1952 in Oslo teil, bei denen er mit seiner Mannschaft die Bronzemedaille gewann. Als bestes europäisches Team wurde Schweden zudem Europameister. Zudem stand er im Aufgebot seines Landes bei den Weltmeisterschaften 1953 und 1954. Bei der WM 1953 gewann er mit Schweden die Goldmedaille und wurde ebenfalls mit seinem Land Europameister. Bei der WM 1954 gewann er mit seiner Mannschaft die Bronzemedaille. 

## Erfolge und Auszeichnungen
- 1953 Schwedischer Meister mit dem Södertälje SK
- 1956 Schwedischer Meister mit dem Södertälje SK

### International
- 1952 Bronzemedaille bei den Olympischen Winterspielen
- 1953 Goldmedaille bei der Weltmeisterschaft
- 1954 Bronzemedaille bei der Weltmeisterschaft